# Торин (Долина Аосте)
Торин је насеље у Италији у округу Долина Аосте, региону Долина Аосте.
Према процени из 2011. у насељу је живело 218 становника. Насеље се налази на надморској висини од 469 м.